# برآمد
برآمد (به انگلیسی: Expense) در استفاده عمومی به جریان پول می‌گویند که به فرد یا گروهی جهت خدمات یا کالای خریداری شده از آن‌ها پرداخت می‌شود و در دسته هزینه‌ها محاسبه می‌شود. اجاره و مستأجر جزو دسته برآمدها هستند.